# 霍奇曼群島
67°1′S 144°14′E / 67.017°S 144.233°E
霍奇曼群島（英語：Hodgeman Islands），是南極洲的群島，位於喬治五世地，處於德拉莫特角西南面7公里的瓦特灣入口處東部，由澳大拉西亞探險隊發現，現時由南極條約體系管理。